# Tornedalen

Tornedalen i Norrbottens län och Lapplands landskap.

Tornedalen (finska: Tornionlaakso) är ett geografiskt område i nordöstra Sverige och i nordvästra Finland.

## Tornedalens kommuner

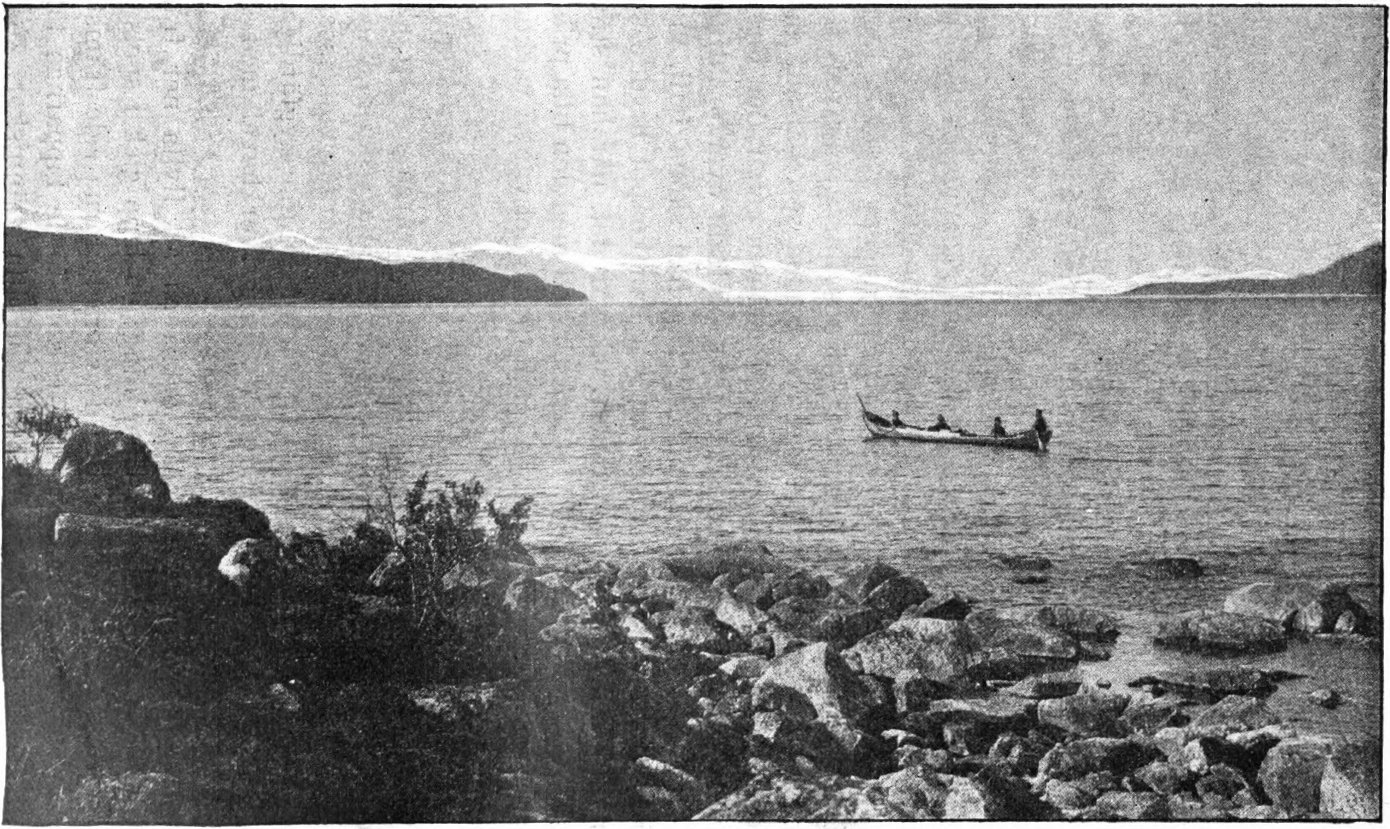
Foto av Torne träsk av Borg Mesch. Fotot publicerades i den svenska barnboksklassikern Nils Holgerssons underbara resa genom Sverige av Selma Lagerlöf.

Tornedalen omfattar följande kommuner i respektive land:
I Sverige:
- Haparanda kommun
- Övertorneå kommun
- Pajala kommun
- Kiruna kommun

I Finland:
- Torneå
- Övertorneå
- Pello
- Kolari
- Muonio
- Enontekis

## Ekonomisk region
Två kommuner (Pello  och Övertorneå) i finländska Tornedalen utgör Tornedalens ekonomiska region.

## Historia

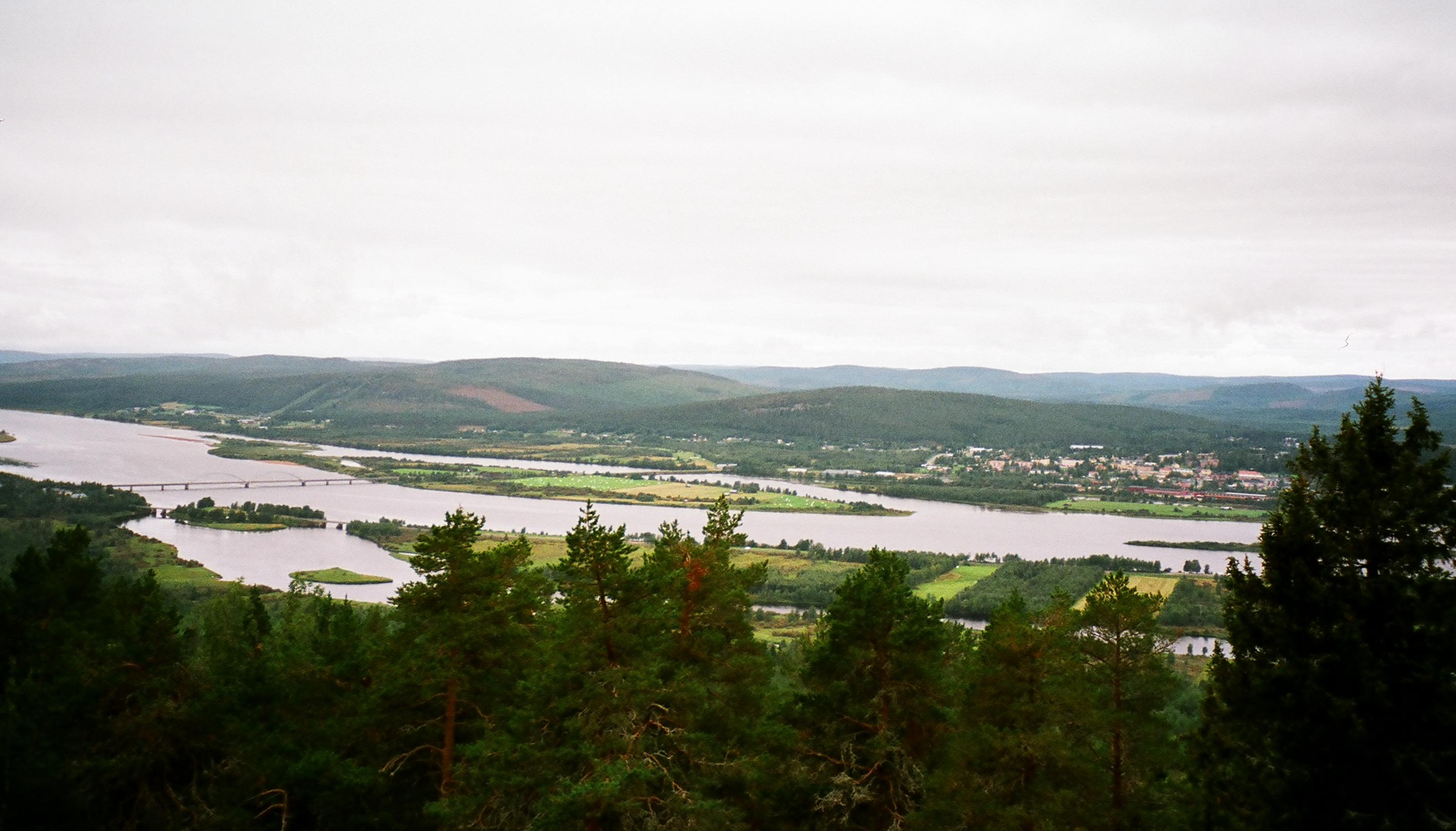
Torne älv sedd från Aavasaksa i finländska Tornedalen. Tengeli älvs utlopp till vänster och svenska Övertorneå kyrkby till höger.

Omkring år 1000 kom finska invandrare till området, som tidigare ska ha befolkats av samer. Under århundradena därefter ökade befolkningen efterhand och 1482 är det belagt att kristendomen fanns i området, som kom att inlemmas i det svenska kungariket. Området kallades Torne lappmark och från 1602 fanns en egen församling Torne lappförsamling även benämnd Enontekis församling.
År 1681 gjorde fransmannen Jean-François Regnard en uppmärksammad resa, först till Torneå och därefter vidare uppför Torne älv ända till Torne träsk. I sin reseskildring skrev han om samernas traditioner och sedvänjor som bastubadande, skidåkning och forsränning, men också om naturen, jakten, beskattningen med mera. Förutom Regnards omskrivna Tornedalsresa har även ett flertal forskare besökt området, Carl von Linné, Pierre de Maupertuis, Anders Celsius, Giuseppe Acerbi och Anders Fredrik Skjöldebrand. Tornedalen i allmänhet och Aavasaksa kalottberg i synnerhet har genom tiderna utgjort ett mål för upplevelseturism; under 1800- och 1900-talen har samtliga svenska kungar gjort uppmärksammade Tornedalsbesök.
Finska kriget 1809, vari Ryssland erövrade Finland, medförde i ett slag en delning av Tornedalen och splittring av familjer.

## Språk
Sverige fick den 1 april 2000 en lag om rätten att använda meänkieli hos förvaltningsmyndigheterna i alla svenska Tornedalens kommuner: Pajala, Övertorneå, Kiruna och Haparanda kommuner. Även i svenska Gällivare kommun som gränsar till Tornedalen är meänkieli ett erkänt minoritetsspråk. I finländska Tornedalen talas också meänkieli, men där anses språkvarieteten vara en dialekt av finskan. En skillnad är att på svenska sidan skriver man omväxlande på meänkieli och finska, och på finländska sidan endast på finska. Det är vissa skillnader i stavning och vissa avvikande ord mellan dem.

## Meänmaa

Svenska och finländska Tornedalens flagga

Fader till begreppet Meänmaa är författaren Bengt Pohjanen. Föreningen Meänmaa, där han är ordförande, har lanserat Meänmaa som kulturregion Meänmaa (vårt land), som omfattar fem finländska och fem svenska kommuner. Meänmaa har den 15 juli 2007, enligt justerat protokoll antagit, Meänmaaflaggan, som den även i protokoll benämnes. Pajala kommun och finska Kolari kommun benämner numera området på båda sidor om gränsen som Meänmaa. Läst 24 december 2013,
Tornedalsflaggans dag/Meänflakudag fastställdes till den 15 juli. Flaggan har därefter fått spridning och blivit en symbol för människorna på båda sidor om gränsen. Även tornedalsföreningar i landet har antagit flaggan. Norrbottens läns landsting diskuterade flaggan vid konferens i Haparanda i juni 2008.  STR-T, svenska tornedalingars riksförbund beslöt sig för att vid årsmötet det 26 april 2008 ansluta sig till Meänmaaföreningens beslut att flaggdagen skall vara den 15 juli och införas i svenska kalendrar.

### Webbkällor
- Tornedalsrådet (svenska) Läst 24 december 2013.
- Finländska Lapplands turistportal (finska) Läst 24 december 2013.
- Tornedalingar i världen webbplats (svenska) Läst 24 december 2013.
- Tornebygd (1943)  en film på Svenska Filminstitutets filmarkiv. (svenska) Kontrollerad länk 24 december 2013.